# Hypoperigea turpis
Hypoperigea turpis är en fjärilsart som beskrevs av Walker 1857. Hypoperigea turpis ingår i släktet Hypoperigea och familjen nattflyn. Inga underarter finns listade i Catalogue of Life.